# Stenochironomus nubilipennis
Stenochironomus nubilipennis är en tvåvingeart som beskrevs av Yamamoto 1981. Stenochironomus nubilipennis ingår i släktet Stenochironomus och familjen fjädermyggor. Inga underarter finns listade i Catalogue of Life.